# Silvio Torales
Silvio Gabriel Torales (Asunción, 23 settembre 1991) è un calciatore paraguaiano, centrocampista del River Plate.